# Глухий глотковий дрижачий
Глухий глотковий (надгортанний) дрижачий, або глухий надгортанний фрикативний — приголосний звук, що наявний в деяких людських мовах. Цей звук представлений у Міжнародному фонетичному алфавіті символом ⟨ʜ⟩, тобто капітельною латинською h; еквівалентний символ X-SAMPA: H\.
Символ МФА цього звуку є омогліфом малої літери н.

## Властивості
- Спосіб творення — дрижачий, тобто він артикулюється дрижанням язика в місці творення.
- Місце творення — глоткове, тобто звук утворюється при зближенні кореня язика й задньої стінки глотки.
- Тип фонації — глуха, тобто цей звук вимовляється без вібрації голосових зв'язок.
- Це ротовий приголосний, тобто повітря виходить крізь рот.

- Це центральний приголосний, тобто повітря проходить над центральною частиною язика, а не по боках.

- Механізм передачі повітря — егресивний легеневий, тобто під час артикуляції повітря виштовхується крізь голосовий тракт з легенів, а не з гортані, чи з рота.

## Поширеність
| Мова        | Мова        | Слово | МФА     | Значення            | Примітки |
| ----------- | ----------- | ----- | ------- | ------------------- | --- |
| Агульська   | Агульська   | мехӏ  | [mɛʜ]   | 'молочна сироватка' | |
| Аміс        | Аміс        | tihi  | [tiʜiʔ] | 'супруг'            | Нема однозначної думки, як охарактеризувати надгортанні приголосні мови аміс; деякі вважають, що цей звук не надгортанний, а фарингальний фрикативний чи навіть увулярний.  |
| Арабська    | Іракська    | حَي    | [ʜaj]   | 'живий'             | Відповідає /ħ/ (ح) у літературній арабській. |
| Бенгальська | Бенгальська | খড়    | [ʜↄɾ]   | 'соломина'          | Переважно таким чином ця фонема вимовляється у східних регіонах; часто також дебуккалізується або вимовляється як /x/. Відповідає /kʰ/ у західних та центральних діалектах. |
| Чеченська   | Чеченська   | хьо   | [ʜʷɔ]   | 'ти'                | |
| Дагало      | Дагало      |       | [ʜaːɗo] | 'стріла'            | |
| Хайда       | Хайда       | x̱ants | [ʜʌnt͡s] | 'тінь'              | |
| Сомалійська | Сомалійська | xoor  | [ʜoːɾ]  | 'бульбашка'         | Вимова звуку /ħ/ в деяких носіїв. |